# Osterleuchter
Ein Osterleuchter ist ein hoher meist kunstvoll gearbeiteter Kerzenständer in einer Kirche, der für das Aufstellen der Osterkerze bestimmt ist.
Entsprechend der liturgischen Bedeutung der Osterkerze als Christusrepräsentation und Zeichen des Ostersiegs werden diese Leuchter seit ältester Zeit aus kostbaren Materialien und mit reichem Bild- und Ornamentschmuck hergestellt. Oft sind die überwundenen Mächte Tod und Sünde durch biblische Symbole dargestellt. So wird der Osterleuchter zur Triumph- und Siegessäule im Kirchenraum und darstellerischen Verdichtung der Heilsgeschichte.

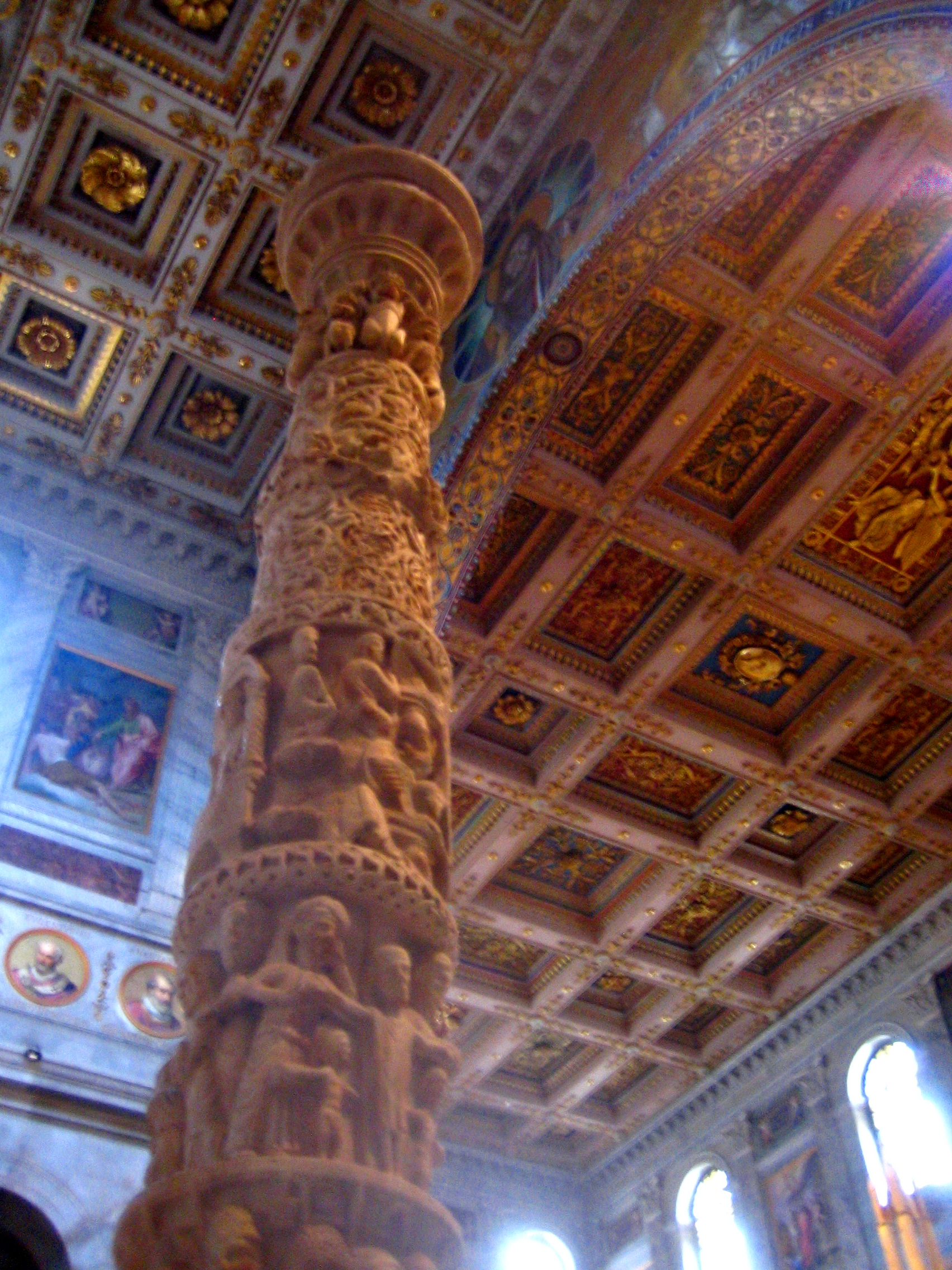
Osterleuchter in St. Paul vor den Mauern, Rom
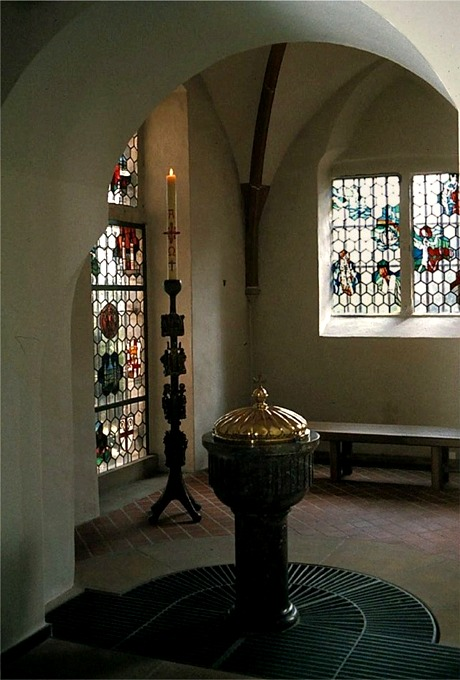
Osterleuchter in St. Mauritius, Kärlich
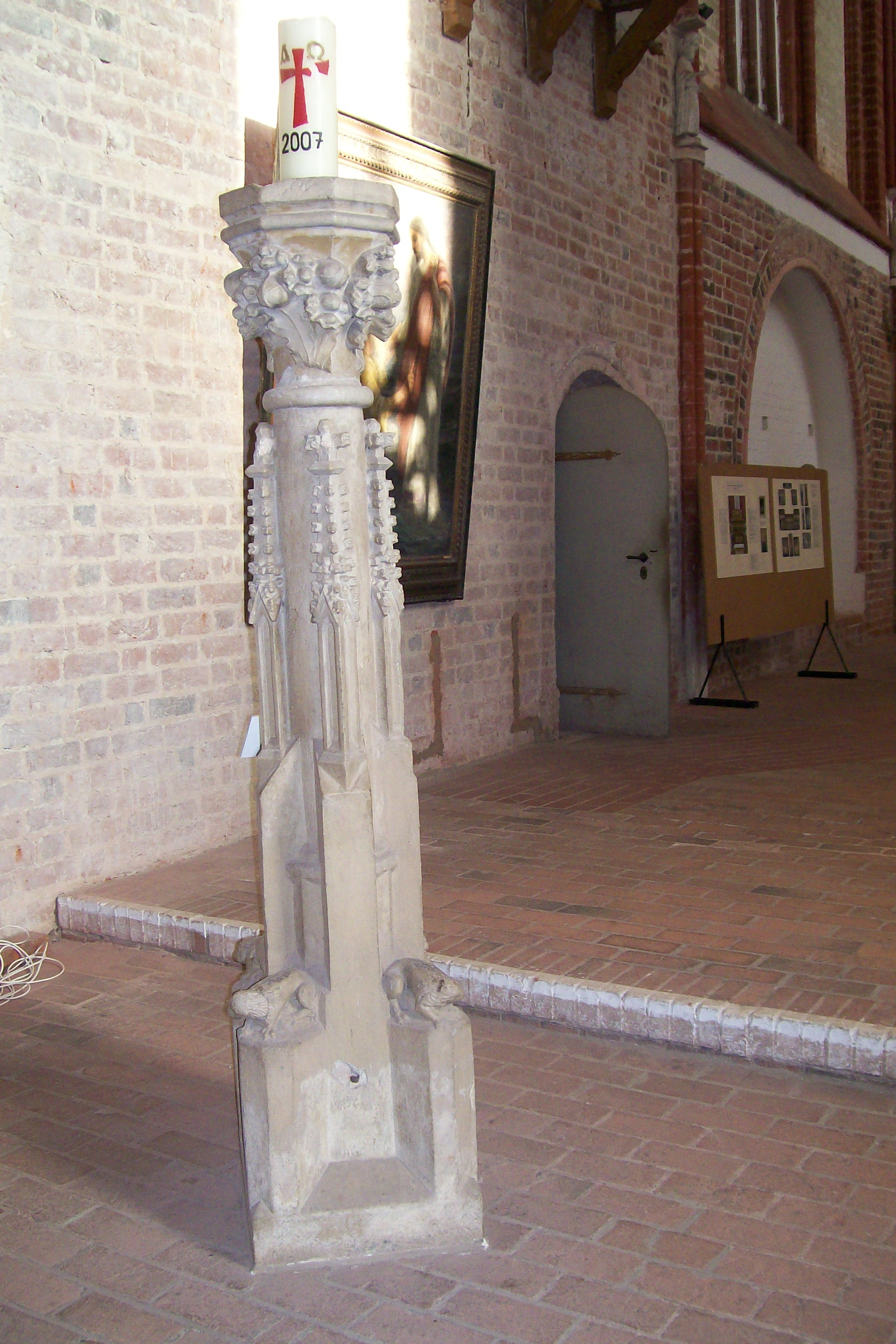
Osterleuchter in der Wunderblutkirche in Bad Wilsnack